# Axiocerses mendeche
Axiocerses mendeche är en fjärilsart som beskrevs av Smith 1889. Axiocerses mendeche ingår i släktet Axiocerses och familjen juvelvingar. Inga underarter finns listade i Catalogue of Life.